# Saisy
Saisy ist eine französische Gemeinde mit 349 Einwohnern (Stand: 1. Januar 2022) im Département Saône-et-Loire in der Region Bourgogne-Franche-Comté (vor 2016 Bourgogne). Sie gehört zum Arrondissement Autun und zum Kanton Autun-1 (bis 2015 Épinac).

## Geographie
Saisy liegt etwa 18 Kilometer östlich von Autun. Nachbargemeinden von Saisy sind Épinac im Norden, Aubigny-la-Ronce im Nordosten, Nolay im Osten, Épertully im Südosten, Saint-Gervais-sur-Couches im Süden, Collonge-la-Madeleine im Südwesten sowie Morlet im Westen.

## Bevölkerungsentwicklung
| Jahr                      | 1962 | 1968 | 1975 | 1982 | 1990 | 1999 | 2006 | 2013 |
| Einwohner                 | 455  | 427  | 368  | 329  | 305  | 308  | 312  | 324  |
| Quelle: Cassini und INSEE |      |      |      |      |      |      |      |      |

## Sehenswürdigkeiten
- Kirche Saint-Pierre aus dem 13. Jahrhundert

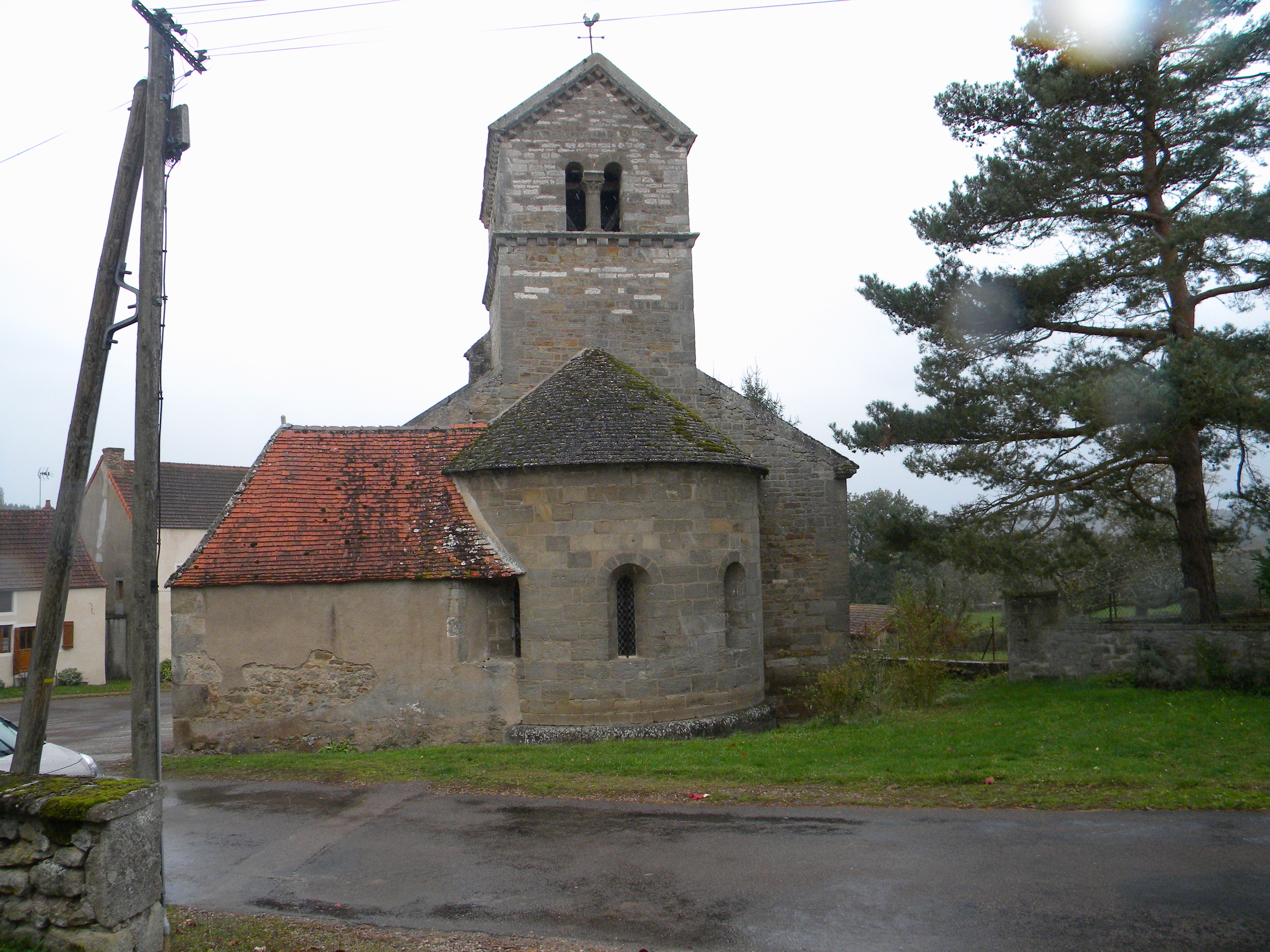
Kirche Saint-Pierre

- Festung Sivry
- Festung La Forêt